# Ceratopsidae
Ceratopsidae („rohaté tváře“ z řeckého kerat- [keras] „roh“ + ops „tvář“, česky ale také „ceratopsidi“) byli početnou skupinou ptakopánvých rohatých dinosaurů, žijících v období svrchní křídy na území dnešních USA a Číny. Nejznámějším a zároveň jedním z největších zástupců je rod Triceratops.

## Popis
Všichni ceratopsidi byli čtyřnozí býložravci s charakteristicky rohatými hlavami a výraznými krčními „límci“. Měli mohutnou hlavu s dobře vyvinutými rohy a obvykle vážili několik tun. Jejich biodiverzita (druhová rozmanitost) byla velmi vysoká. Stejně jako ostatní neptačí dinosauři vymřeli na konci křídy, zhruba před 66 miliony let. Významná ornamentace lebečních límců ceratopsidů plnila zřejmě účel signalizační, nikoliv ale rozpoznávací, jak ukazuje studie z roku 2018.
Nejtypičtějším a nejvíce charakteristickým znakem této skupiny je mohutná lebka s výrazným "límcem". Díky tomuto anatomickému prvku se někteří rohatí dinosauři stali suchozemskými živočichy s největší známou lebkou vůbec. Velmi dlouhou lebku najdeme například u rodů z tribu Triceratopsini, zejména se jedná o taxony Titanoceratops (2,65 m), Torosaurus (2,77 m) nebo Eotriceratops (3,0 m).
Největším známým zástupcem této skupiny mohl být také původce fosilní stopy, popsané formálně jako ichnodruh Ceratopsipes goldenensis. Až 80 cm široká stopa byla popsána roku 1995 ze sedimentů souvrství Laramie v Coloradu a mohla patřit velkému jedinci triceratopse nebo torosaura o délce až 12 metrů a hmotnosti přes 12 tun.

## Paleoekologie
Ceratopsidi byli většinou stádní tvorové a tvořili zřejmě početné sociální skupiny. Tomu napovídá také fakt, že mnoho jejich druhů bylo popsáno i z velkých „lůžek kostí“ s pozůstatků stovek nebo dokonce tisíců jedinců (Styracosaurus, Centrosaurus ad.). Mezi největší ceratopsidy patřil Eotriceratops, dosahující délky možná až přes 10 metrů. Většina druhů však dosahovala délky v rozmezí 5-8 metrů. Nejvýznamnějšími predátory těchto býložravců byli velcí tyranosauridi. Typickým znakem je velmi rychlý vývoj a vznik nových druhů ceratopsidů. Míra rychlosti jejich evoluce dokonce překonává míru rychlosti evoluce mnoha současných savců.

## Paleogeografie
Ceratopsidi byli značně rozšířenou skupinou ptakopánvých dinosaurů, známou především ze západu Severní Ameriky. V oblasti Laramidie byli neobvykle hojní a druhově rozmanití, což bylo nejspíš dáno velmi výraznou potravní specializací a rozdělením ekologických nik. Zatím je známý pouze jeden východoasijský rod - Sinoceratops z Číny. Možným asijským ceratopsidem je také rod Turanoceratops z Uzbekistánu.
Jediným potenciálním zástupcem, známým z jižní polokoule, je argentinský rod Notoceratops (jediná dochovaná fosilie tohoto taxonu je však dnes již ztracena).

## Neobvyklé interpretace
Někteří badatelé, například britský paleo-umělec Mark Witton, předpokládají, že ceratopsidi snad občas vyhledávali i masitou stravu. Dle jeho názoru mohli například ohlodávat zdechliny za pomoci svých silných zobákovitých čelistí. Přímá fosilní evidence pro tuto hypotézu však zatím chybí.
Podle některých paleontologů mohly být lebeční límce rohatých dinosaurů zaživa překryty mohutnými svaly. Pokud by tomu tak bylo, jednalo by se o největší svalovinu u suchozemských obratlovců vůbec. Novější výzkumy však takovou interpretaci nepodporují.